# الاتحاد الوطني لكرة السلة النسائية
مؤسسة النساء الدولية لكرة السلة (بالإنجليزية: The Women's National Basketball Association)‏ وتعرف اختصارا بWNBA ويعرف أيضا بالدوري الأمريكي للمحترفات وهو دوري كرة سلة نسائي في الولايات المتحدة تأسس الدوري في سنة 1996 إسوتا بالأن بي إيه وتنطلق منافسات هذا الدوري من يونيو إلى سبتمبر وتقام المباريات النهائية له في أكتوبر يعدّ هذا الدوري من أقوى الدوريات النسائية لكرة السلة في العالم أكثر نادي فاز بهذا الدوري هو نادي هيوستن كوميتس حيث فاز ل4 مرات.

## لعبة كرة السلة الحديثة للسيدات
نمت شعبية كرة السلة للسيدات بشكل منتظم في جميع أنحاء العالم على مدى عقود. وجذبت الرياضة في سنة 1970 انتباه اللجنة الأولمبية الدولية، حيث أضافت لعبة كرة السلة للسيدات كرياضة رسمية للألعاب الأولمبية في 1976 وبدأ التمويل والاهتمام برياضة كرة السلة للسيدات بتزايد كبير طوال سنة 1970، كما بدأت المدارس التي تتلقى التمويل الإتحادي بالالتزام بالقوانين الجيدة والتي تكلف بعدم التمييز بناءً على الجنس. وتكسب الرياضة اهتماماَ على مستوى جامعي تحت رعاية رابطة الألعاب الرياضية المشتركة لطالبات الكليات، وحدث تطور كبير في لعبة كرة السلة للسيدات عام 1982 عندما بدأت الرابطة الوطنية للاعبين الرياضيين بين الكليات بتبني هذه الرياضة، فأسست الرابطة الوطنية لكرة السلة الأمريكية للسيدات في عام 1996 بعد عدة محاولات فاشلة في البطولات الاحترافية للمرأة في الولايات المتحدة.